# Estación de Almonacid de Toledo
Almonacid fue una estación de ferrocarril situada en el municipio español de Almonacid de Toledo, en la provincia de Toledo. Las instalaciones formaron parte de la línea Madrid-Ciudad Real, estando operativas entre 1879 y 1988. Tras su clausura el recinto ferroviario fue desmantelado en su totalidad.

## Situación ferroviaria
Las instalaciones ferroviarias se encontraban situadas en el punto kilométrico 80,972 de la línea férrea de ancho ibérico Madrid-Ciudad Real, a 706 metros de altitud.

## Historia
La estación fue levantada originalmente como parte de la línea Madrid-Ciudad Real. Dicha línea fue construida por la Compañía de los Caminos de Hierro de Ciudad Real a Badajoz (CRB) e inaugurada en 1879, si bien un año después pasaría a manos de la compañía MZA. El complejo ferroviario contaba con un edificio de viajeros y un muelle-almacén de mercancías. En 1941, con la nacionalización de la red de ancho ibérico, las instalaciones pasaron a manos de RENFE. A comienzos de la década de 1970 la estación fue reclasificada como un apeadero. En enero de 1988 se clausuraron las instalaciones y la mayor parte de la línea Madrid-Ciudad Real debido a la construcción del Nuevo Acceso Ferroviario a Andalucía. Como resultado, las instalaciones de Almonacid fueron demolidas.